# Stevns (municipio)

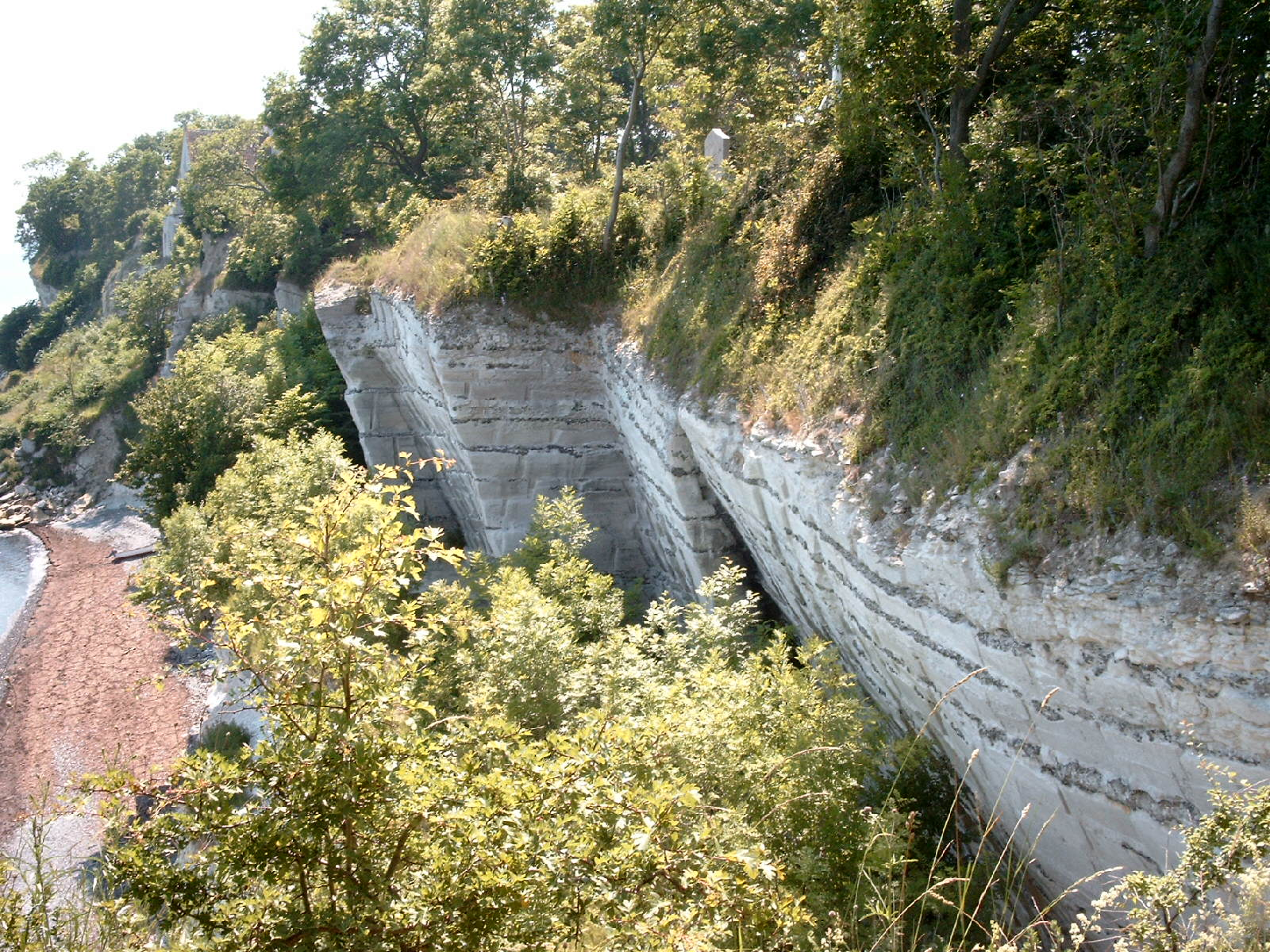
Vista del acantilado de Stevns (Stevns klint).

Stevns es un municipio (en danés, kommune) de la Región de Selandia, en la costa sureste de la isla de Selandia en el sur de Dinamarca. El municipio abarca un área de 250,19 km², y tiene una población total de 21.931 habitantes (2010). Su alcalde es Paul Arne Sørensen, un miembro del Venstre (Partido Liberal). El municipio cubre la mayoría de la Península de Stevns.
La localidad principal y el lugar de su ayuntamiento es la localidad de Store Heddinge.
El 1 de enero de 2007, como resultado de la Kommunalreformen ("La Reforma Municipal" de 2007), el entonces municipio de Stevns se fusionó con el municipio de Vallø para formar un municipio de Stevns ampliado.

## La localidad de Store Heddinge
La localidad de Store Heddinge surgió durante el siglo XIII, y la Iglesia de Santa Katharina (Sct. Katharina kirke) es también de esa época. La localidad recibió un estatus privilegiado como localidad comercial en 1441. Se fundó un instituto de Latín en 1620, pero cerró en 1739.

## Atractivos
El área es conocida por sus acantilados de caliza blanca, que son bastante raros en Dinamarca. El Acantilado de Stevns (Stevns Klint) es uno de éstos, y es un atractivo popular. La antigua iglesia de la localidad en el pueblo de Højerup se derrumbó parcialmente por los acantilados en 1928 debido a la erosión.
Los acantilados de Højerup son también el lugar donde el equipo de científicos padre-hijo Luis y Walter Alvarez midió el nivel más alto de iridio en el estrato del Límite K-T, que les llevó a proponer su hipótesis de que la extinción masiva del Cretácico-Terciario fue causada por el impacto de un gran asteroide hace 65 millones de años.
En 2008, el Museo de la Guerra Fría de la Fortaleza de Stevns abrió al público. Muestra una gran exhibición de equipo militar y una visita guiada de hora y media por el gran sistema subterráneo de la fortaleza. El sistema subterráneo de la fortaleza ofrece 1,6 km de túneles, habitaciones vivientes, centros de mando, hospital e incluso una capilla. También dos depósitos de munición para sus dos cañones de 15 cm. Los túneles están a 18-20 metros bajo la superficie excavada en la caliza de Stevns. Esta fortaleza de alto secreto fue construida en 1953 y permaneció operativa hasta el año 2000.
En Stevns se encuentra también Elverhøj (Colina de los Elfos), que aunque no tiene mucho atractivo turístico, es famosa por el cuento de hadas El Túmulo del Elfo de H.C. Andersen y la obra nacional danesa La Colina de los Elfos, de las que ambas comparten en danés el nombre de Elverhøj.

## Localidades
| Localidades más pobladas del municipio |                |                   |
| Nr                                     | By             | Indbyggere (2010) |
| 1                                      | Strøby Egede   | 3.822             |
| 2                                      | Store Heddinge | 3.488             |
| 3                                      | Hårlev         | 2.529             |
| 4                                      | Rødvig         | 1.621             |
| 5                                      | Valløby        | 740               |
| 6                                      | Strøby         | 696               |
| 7                                      | Hellested      | 597               |
| 8                                      | Klippinge      | 507               |
| 9                                      | Lyderslev      | 338               |
| 10                                     | Magleby        | 323               |